# São José da Boa Vista
São José da Boa Vista là một đô thị thuộc bang Paraná, Brasil. Đô thị này có diện tích 399,67 km², dân số năm 2007 là 6386 người, mật độ 14,6 người/km².